# Sidżaraz
Sidżaraz (arab. سيجراز) – wieś w Syrii, w muhafazie Aleppo. W 2004 roku liczyła 735 mieszkańców.